# یولیا پی‌یتروخا

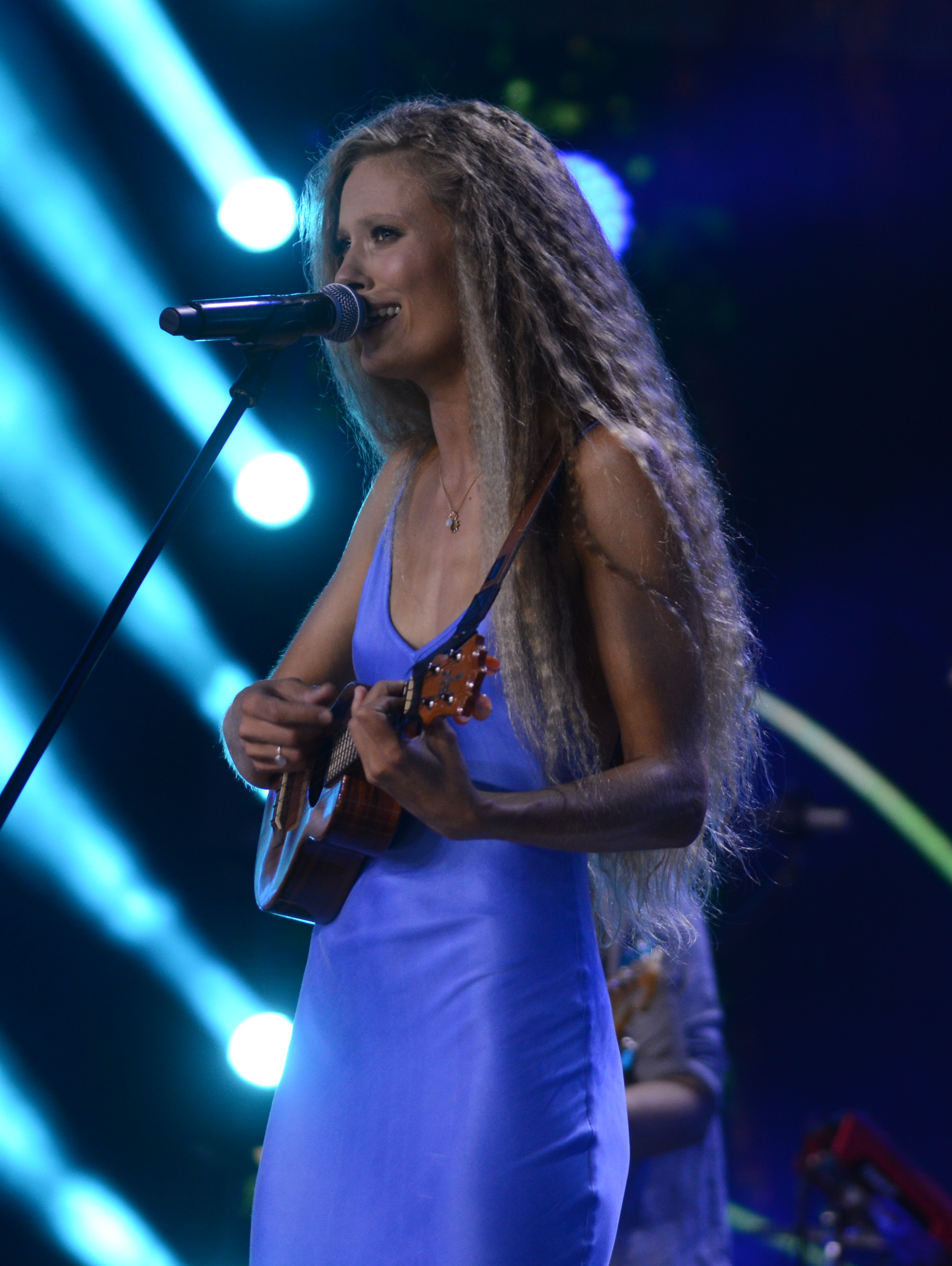
یولیا پی‌یتروخا، جشنواره برترین برترین‌های سوپوت ۲۰۲۲

یولیا پی‌یتروخا (لهستانی: Julia Pietrucha؛ ‏ [ˈjulja pjɛˈtruxa]؛ زادهٔ ۱۷ مارس ۱۹۸۹) بازیگر، خواننده و مدل اهل لهستان است. وی بابت نقش‌آفرینی در فیلم فردا به سینما می‌رویم برندهٔ جایزه ویژهٔ بازیگری در جشنواره فیلم گدنیا شد. نخستین آلبوم موسیقی او در سال ۲۰۱۶ به بازار عرضه شد.
از فیلم‌ها یا برنامه‌های تلویزیونی که وی در آن نقش داشته‌است، می‌توان به تستوسترون، فردا به سینما می‌رویم، نشانه‌گذاری‌شده، خانواده جایگزین، تاتاراک و در خیابان سپولنی اشاره کرد.